# یواس‌اس جرمانتون (ال‌اس‌دی-۴۲)
یواس‌اس جرمانتون (ال‌اس‌دی-۴۲) (به انگلیسی: USS Germantown (LSD-42)) یک کشتی است که طول آن ۶۱۰ فوت (۱۹۰ متر) می‌باشد. این کشتی در سال ۱۹۸۴ ساخته شد.